# École centrale de Nantes
Pour les articles homonymes, voir ECN.
L'École centrale de Nantes (ECN), communément appelée Centrale Nantes, est l'une des 204 écoles d'ingénieurs françaises accréditées au 1er septembre 2020 à délivrer un diplôme d'ingénieur.
Ayant une certaine importance sur la côte atlantique, elle fait partie des écoles d'ingénieurs d'excellence à la française d'après le Figaro (classement 2023). L'école est par ailleurs une référence dans les domaines de la mécanique, des matériaux et du génie industriel sur le plan national d'après le magazine l'Usine Nouvelle (classements 2022). Cela s'explique notamment de par son histoire et les besoins industriels de la région.
Créée en 1919 sous le nom de l'Institut polytechnique de l'Ouest, elle est située dans le quartier Nantes Nord à proximité du campus de Nantes Université.
Elle a pour mission principale de former des ingénieurs généralistes destinés en majeure partie aux entreprises. Néanmoins, l'école délivre également des diplômes d'ingénieur en apprentissage spécialisé en partenariat avec l'ITII Pays de la Loire, de mastère spécialisé, de master recherche et de doctorat, pour compter à ce jour près de 2 500 étudiants.
Membre du réseau international Top Industrial Managers for Europe (TIME) au même titre que les autres écoles du Groupe des Écoles centrales dont elle fait partie, elle est depuis 2011 membre fondateur du réseau France AEROTECH (avec notamment l'École centrale de Lyon).
Au 1er janvier 2022, l'école centrale de Nantes devient un établissement-composante de Nantes Université, dont elle est membre fondateur.

## Histoire

### 1919: Fondation de l'Institut polytechnique de l'Ouest

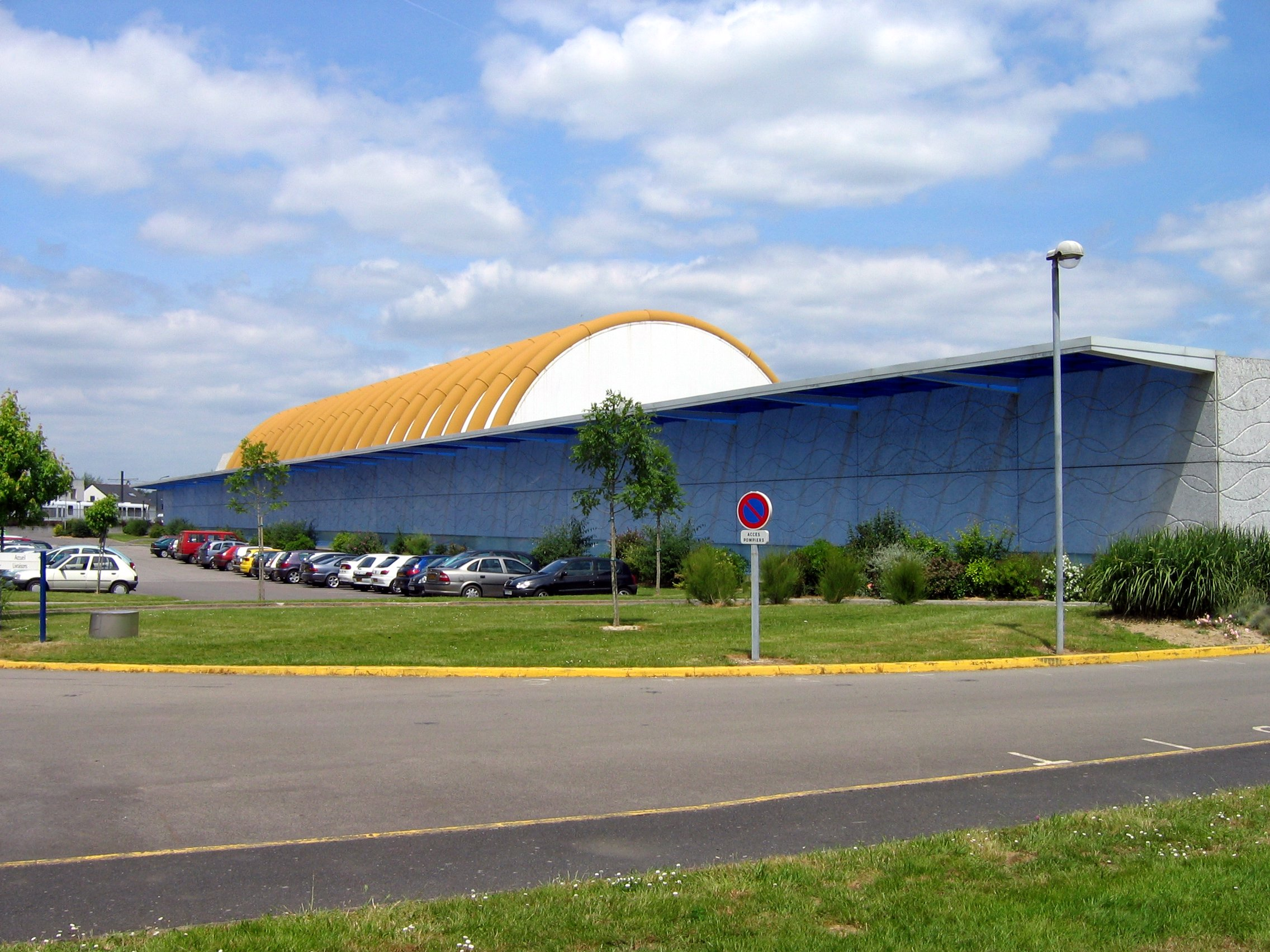
Bâtiment abritant le bassin des carènes.

En août 1919, sous l'impulsion d'industriels de la construction navale et du bâtiment, la ville de Nantes décide la création d'un Institut polytechnique de l'Ouest (IPO). Cet institut devait compléter les diverses formations locales (École de médecine, Institut de sciences, Institut de lettres) rattachées à l'université de Rennes. Sa vocation est multiple : électricité, mécanique, chimie, fonderie. Son statut est celui d'un établissement municipal. Son premier directeur de 1919 à 1934 est Aymé Poirson, ancien professeur de mécanique à Lille puis à l’École nationale professionnelle Eugène-Livet de Nantes. En 1926, l’État reconnaît l'institut et accepte son rattachement à l’Université de Rennes. L’institut figure ainsi parmi les formations d’ingénieurs les plus anciennes reconnues par la Commission des titres d'ingénieur en France. Professeur à l’IPO depuis 1927, Paul Le Rolland en est directeur de 1934 à 1944, avant de devenir directeur de l’Enseignement technique à Paris.

### 1947: transformation en École nationale supérieure de mécanique
En 1947, l’institut est transformé en École nationale supérieure de mécanique (ENSM), du type écoles nationales supérieures d'ingénieurs (ENSI). Son statut est celui d'un institut de faculté rattaché à l'Université de Rennes. Le rattachement est transféré à l'Université de Nantes lors de la création de celle-ci, en 1962. L'ENSM s'installe en 1977 dans de nouveaux locaux, à proximité des campus de droit et de lettres.

### Années 1990
En 1991, dans le cadre de la création du Groupe Centrale, l’école prend le nom d’École centrale de Nantes (ECN). Elle quitte alors le groupe des ENSI pour rejoindre le Concours Centrale-Supélec comprenant les École centrale Paris, École centrale de Lyon et École centrale de Lille.
L'École centrale de Nantes conserve son statut d'établissement public administratif jusqu’au 29 septembre 1993 où elle est transformée en Établissement public à caractère scientifique, culturel et professionnel.

### Années 2000
Le directeur Pierre Vaussy quitte ses fonctions en septembre 2002 et laisse sa place à Patrick Chedmail, ancien directeur des études qui continue le travail de son prédécesseur, notamment dans le projet de refonte des études qui vise à redéfinir le profil généraliste de la formation et à créer ou renforcer les liens avec le monde de l'industrie.
En 2006, Centrale Nantes rejoint la Fondation Centrale Lille qui est renommée Fondation Centrale Initiative pour créer des synergies par le mécénat d'entreprise. En 2009, l'École centrale de Nantes et l'École centrale de Lyon créent une filiale commune de valorisation de la recherche : Centrale innovation.

### Années 2010
En septembre 2012, Arnaud Poitou succède à Patrick Chedmail à la direction de Centrale Nantes. En avril 2013, Centrale Nantes et Audencia annoncent leur alliance structurante. Les deux entités sont rejointes en 2014 par l’École nationale supérieure d'architecture de Nantes (ENSA Nantes) dans une structure appelée L'Alliance.
En août 2017, le directeur Arnaud Poitou, élu par le conseil d'administration (CA) de l'école, n'est pas reconduit à son poste par la ministre de l'Enseignement supérieur et de la Recherche Frédérique Vidal après qu'il a, ainsi que le CA, désapprouvé le projet « Next Isite » (Isite pour « Initiatives Science Innovation Territoires Économie »). Il s'agit d'un projet d'investissement d'avenir dans les secteurs de l’ingénierie et de la santé qui implique un rapprochement avec l'université de Nantes, lequel suscite des désaccords quant à la gestion du personnel. Un directeur par intérim, Armel de la Bourdonnaye, est alors nommé en l'attente d'un nouveau concours de recrutement afin qu'un nouveau directeur soit nommé pour le 1er janvier 2018. Arnaud Poitou se représente et est élu par le conseil d'administration. Il indique cette fois être favorable au projet « Next Isite » ; selon Ouest-France, ce revirement a pour origine « des propositions de modification de la loi sur les EPCSCP (établissement public à caractère scientifique, culturel et professionnel) [devant] permettre à chacun [École centrale et université de Nantes] de garder son autonomie ». Cette fois, la ministre de tutelle de l'École centrale de Nantes valide le choix du conseil d'administration.
En mai 2018, la Cour des comptes publie son rapport annuel dans lequel elle pointe l'École centrale de Nantes — avec six autres établissements d'enseignement supérieur — comme sujette à des « difficultés financières avérées » et à un « risque d’insoutenabilité à court ou moyen terme ». Le principal critère d'alerte concernait le niveau de fonds de roulement et se basait sur les prévisions budgétaires 2017 et non sur le compte effectivement réalisé en 2017. D'après la direction, « l'école, portant de gros contrats de recherche a une gestion très dynamique du budget et nécessite une vigilance financière accrue ». En 2020, les comptes financiers de l’école, certifiés sans réserve par les commissaires aux comptes, attestent que la situation financière de l’école est saine : les résultats d’exploitation sont bénéficiaires, le niveau de fonds de roulement et de trésorerie sont au-dessus des seuils d’alerte fixés par le ministère.
En 2018, Centrale Nantes fait sa première entrée dans le classement international du Times Higher Education (THE).
Arnaud Poitou démissionne le 31 décembre 2019. Un directeur par intérim, Marc Renner, est alors nommé en l'attente du recrutement d'un nouveau directeur.

### Années 2020
Le 3 juillet 2020, le conseil d’administration choisit Jean-Baptiste Avrillier comme nouveau directeur, il est nommé officiellement par la ministre le 15 juillet 2020. Polytechnicien de formation, ingénieur du corps des Mines, ancien directeur opérationnel de l’ISITE NExt, Jean-Baptiste Avrillier a notamment occupé des postes à responsabilité à la DIRECCTE des Pays de la Loire et au Ministère de l’économie.

## Formation

### La formation d'ingénieur généraliste
"Dans la lignée des grandes écoles d'ingénieurs généralistes, Centrale Nantes forme des ingénieurs polyvalents de très haut niveau scientifique et technique, dotés d'une solide culture managériale, capables de replacer les matières scientifiques dans un contexte global intégrant les questions environnementales et sociétales."
La première année de formation correspond au tronc commun. Les élèves suivent ensuite deux options disciplinaires respectivement  en 2e et 3e année, parmi une vingtaine d'options disciplinaires qui répondent aux six enjeux sociétaux suivants :
Industrie :
- aéronautique
- ingénierie de produits
- intégration de techniques numériques en Sciences et calcul intensif
- matériaux et procédés
- robotique
- systèmes embarqués et réseaux électriques

Architecture, Ville, Génie civil :
- génie civil
- sciences de l'ingénieur pour l'habitat et l'environnement urbain

Responsabilité, Management, Société :
- génie industriel
- management de l’économie numérique et des technologies de l’information (en partenariat avec Audencia)

Océan, Énergie :
- océan
- production et gestion d’énergie
- propulsion et transports

Santé :
- Sciences du numérique pour les sciences de la vie et de la santé
- signaux, images et applications biomédicales et audio

Numérique :
- informatique pour les systèmes d'information
- informatique pour l'intelligence artificielle
- modélisation et simulation mécanique
- mathématiques et applications
- réalité virtuelle

Parallèlement à ces cours dits scientifiques, les élèves suivent des cours de sciences humaines et de langues. Il est aussi demandé aux élèves ingénieurs en troisième année de suivre une des filières métiers (options professionnelles) suivantes :
- entreprendre
- finance d’entreprise
- industrie durable
- ingénieur d'affaires à l'international
- manager, leader et communicateur
- perception et design sonore
- ville durable
- recherche et développement
- science et musique
- développement d'un projet personnel

Deux langues sont obligatoires tout au long de la scolarité et les élèves sont tenus d'obtenir au moins une qualification internationalement reconnue ; l'objectif de l'école est de dépasser le simple apprentissage scolaire et d'apporter des connaissances culturelles et une aptitude à la communication dans la vie professionnelle.
De plus, tous les élèves doivent, au cours de leur scolarité, effectuer un séjour de six mois consécutifs minimum à l'étranger. Dans le cadre des accords Top Industrial Managers for Europe (TIME, réseau qui regroupe une quarantaine de grandes universités européennes), les élèves ingénieurs peuvent effectuer une scolarité de 18 à 24 mois dans un établissement partenaire et obtenir au terme de 4 ans à la fois le diplôme d'ingénieur ECN et le diplôme de niveau équivalent de cet établissement (double diplôme).
Pour obtenir le diplôme, les élèves doivent avoir un score minimum de 850 au TOEIC.

### Formation Masters
Centrale Nantes propose 6 masters et 4 masters conjoints Erasmus Mundus - gage d’excellence de la formation donnée - et trois programmes joints de master dans les domaines  de la technologie marine, ingénierie mécanique, automatique et robotique, génie civil, ville et environnement urbain. Un certain nombre de spécialités sont proposées dans chaque master, dont les enseignements se font en anglais.

#### Technologie marine (M-TECH)
- Hydrodynamique et génie océanique (M-TECH HOE)
- Master Atlantique en Opération et Ingénierie Navale (M-TECH-AMASONE)[17]
  - L’École Navale et Centrale Nantes se sont associées afin de proposer l’Atlantique MAster in Ship Operations and Naval Engineering, master international dispensé en langue anglaise. Cette formation technique à l’hydrodynamique et à l’énergie/propulsion navale s’appuie sur une expérience pratique du pilotage des navires (une partie de la formation est dispensée à bord de navires de la marine française) et donne une place importante aux techniques de conduites d’opérations. Le projet AMASONE a l’originalité d’allier la complémentarité des deux établissements et ainsi couvrir la théorie, l’expérimentation et la conduite du navire. La formation fait une large part aux sciences expérimentales et à l’apprentissage des opérations navales, ce qui constitue une offre unique à ce niveau en France et en Europe[18].

#### Mécanique (M-ENG)
Advanced Manufacturing (M-ENG AM)
- Mécanique numérique (M-ENG CM)
- Science et Ingénierie des Structures Composites (M-ENG-ACES)
- Energétique et Propulsion (M-ENG-EP)

et le Programme Joint de Master :
- Programme in Computational Mechanics

#### Automatique et robotique (CORO)
- Traitement du signal et de l'image (CORO SIP)
- Robotique Avancée (CORO IMARO)

et le Programme Joint de Master :
- European Master on Advanced Robotics (EMARO)

#### Génie civil (C-ENG)
- Matériaux et Structures dans leur environnement (C-ENG MSE)

#### Ville et environnement urbain (U-ENV)
- Atmosphère, Eau et Environnement (U-ENV AWE)
- Architecture, Ambiances, Urbanité (U-ENV AAU)

#### Génie industriel (I-ENG)
- Management de l'Usine Agile (I-ENG AFM)
- Entreprise Intelligente et Connectée (I-ENG SCE)et le Programme Joint de Master :
- EIT Manufacturing Master School

#### Erasmus Mundus Joint Master Degrees (EMJMD)
Un EMJMD est un programme d'études international prestigieux et intégré, proposé conjointement par un consortium international d'établissements d'enseignement supérieur. Les EMJMD attribuent des bourses financées par l'Union Européenne aux meilleurs candidats étudiants postulant dans le cadre des cycles de sélection annuels. Centrale Nantes est impliquée dans plusieurs EMJMD :
- Electric Vehicle Propulsion and Control (E-PiCo) - coordonné par Centrale Nantes
- Japan-Europe Master on Advanced Robotics (JEMARO) - coordonné par Centrale Nantes et L'Université de Keio au Japon
- Advanced design of ships and offshore structures (EMship+)
- Master in Renewable Energy in the Marine Environment (REM+)
- Dynamics of renewables-based power systems (DREAM) - coordonné par Centrale Nantes
- European Master on Control of Renewable Energy Systems (EU-CORE) - coordonné par Centrale Nantes

### Bachelor
Depuis 2021, Centrale Nantes propose un BBA Big Data & Management co-construit avec Audencia. Ce bachelor enseigné en anglais offre une formation hybride alliant le management et l’ingénierie.

### La formation doctorale
L'école est impliquée dans deux écoles doctorales :  
- Sciences pour l'Ingénieur, Géosciences, Architecture (SPIGA) ;
- Mathématiques et STIC (MathSTIC);

Centrale Nantes est l'établissement support de l'école doctorale SPIGA, en partenariat avec des établissements co-accrédités (l’université de Nantes, l'École des mines de Nantes, l'université du Maine, Oniris).
Le nombre moyen des étudiants de Centrale Nantes en préparation de thèse est d’environ 45 pour l’axe
mécanique / génie civil et de 55 pour IRCCyN. L'école délivre une trentaine de doctorats par an.

## Vie étudiante et associative

### Bureaux étudiants
- Le Bureau des élèves (BDE) est une association loi 1901 composée d’environ quarante membres élus. Il fédère et coordonne une cinquantaine de clubs, organise l’intégration des nouveaux étudiants, anime la vie étudiante et représente les élèves auprès des instances de l’école et d’acteurs extérieurs[20].
- Le Bureau des arts (BDA) est l’association culturelle de l’école. Elle rassemble une quarantaine d’étudiants et organise concerts, expositions, ateliers (musique, danse, théâtre, arts visuels) ainsi que des événements culturels sur le campus[21].
- Le Bureau des sports (BDS), intégré à l’Association Sportive, gère la pratique de nombreuses disciplines (sports collectifs, individuels, nautiques, etc.) et organise des événements internes et externes (Intercentrales par exemple)[22].

### Centrale Nantes Études (Junior-Entreprise)
Centrale Nantes Études (CNE) est la Junior-Entreprise de l’École Centrale de Nantes. Elle fonctionne comme un cabinet de conseil en ingénierie et permet aux étudiants de mettre en pratique leurs connaissances dans le cadre de projets réels, allant de la prise de contact avec le commanditaire à la remise des livrables, en mobilisant les compétences acquises au cours de leur formation.
Le site officiel est disponible à l’adresse : centralenantesetudes.fr.

## Classements
Classements nationaux (classée en tant que Centrale Nantes au titre de son diplôme d'ingénieur)
| Nom                | Année | Rang |
| ------------------ | ----- | ---- |
| DAUR Rankings      | 2021  | 12   |
| L’Étudiant         | 2024  | 4-5  |
| L’Usine Nouvelle   | 2021  | 9    |
| Le Figaro Étudiant | 2022  | 13   |

Classements internationaux (classée en tant que Centrale Nantes)
| Nom                    | Année     | Rang (monde) | Rang (France) |
| ---------------------- | --------- | ------------ | ------------- |
| CWUR                   | 2021-2022 | N.C.         | N.C.          |
| QS Top Universities    | 2022      | N.C.         | N.C.          |
| Shanghai Ranking       | 2021      | N.C.         | N.C.          |
| Times Higher Education | 2022      | 501-600      | 18-21         |

Centrale Nantes figure depuis 2016 dans le Top 25 de la mobilité étudiante du U-Multirank
Selon le classement mondial des universités par discipline de 2021 du Times Higher Education, sur 1 098 établissements classés dans le monde pour l'ingénierie et la technologie, Centrale Nantes se situe dans les 250 premiers pour 2021. Ce classement place l'école dans les 70 premiers en Europe, les 10 premiers en France et la première en dehors de la capitale.

## Recherche
La recherche s'appuie sur six unités de recherche :
- Laboratoire des Sciences du Numérique de Nantes (LS2N, UMR CNRS 6004) ;
- Laboratoire de recherche en Hydrodynamique, Énergétique et Environnement Atmosphérique (LHEEA, UMR CNRS 6598)[34] ;
- Institut de recherche en Génie civil et Mécanique (GeM, UMR CNRS 6183)[35] ;
- laboratoire de mathématiques Jean-Leray (UMR CNRS 6629)[36] ;
- Unité de Recherche Ambiances Architecture Urbanités (AAU)[37] ;
- Institut de Calcul Intensif (ICI)[38].

La recherche à Centrale Nantes s'appuie sur des plateformes d'envergure européenne qui permettent de tisser un lien académique-industriel fort et consiste en l'utilisation partagée de très grands équipements de recherche. L'usage de ces équipements est proposé aux chercheurs de la communauté académique nationale et européenne et aux industriels pour y mener des expérimentations sur des prototypes de tailles adaptées au réel.
Centrale Nantes compte 12 plateformes de recherche :
- Les bassins océaniques
- Le site d'essai en mer SEM-REV[39]
- Le Centre de Ressources en Essais Dynamiques (CRED)
- Les bancs d'essais moteur et véhicules
- Le mésocentre de calcul
- La halle Composites
- La Rapid Manufacturing Platform/Fabrication additive et usinage
- La plate-forme robotique
- La dalle Génie Civil
- La Smart Factory
- La plateforme de réalité virtuelle
- Les souffleries

## Anciens élèves
Le réseau des centraliens de Nantes compte près de 20 000 membres, ingénieurs, docteurs, masters, étudiants ou diplômés. Centrale Nantes Alumni est membre de la Confédération des associations centraliennes.
- Catherine Davy, directrice de l'École des Arts et Métiers d'Angers[40]
- Cédric Gautier, PDG de Stelia Aerospace (Airbus Group)[41]
- Paul-Henri Renard, directeur Général de Parifex[42]
- Matthieu Orphelin, homme politique et ingénieur français.
- Pierre Budar, directeur de Citroën Racing[43]
- Julien Guénot, directeur d'AXA XL[44]
- Gautier Cloix, directeur de Palantir France[45]
- Fabrice Guérin, directeur de Polytech Angers[46]
- Fabien Rambaud, Directeur de la stratégie de Brico Dépôt[47]

Depuis la création de l'IPO en 1919, l'hippocampe est la mascotte de l'école. Cet animal apparaît sur les logos de l'établissement jusqu'en 2017 ainsi que sur les logos de la plupart des associations liées aux centraliens de Nantes.
Les promotions sont numérotées par année d'entrée depuis 2014.